# Stereobaza

Логотип аудіо журналу Stereobaza

Stereobaza (Стереоба́за, перший аудіо журнал) — щотижневе інформаційно-музичне радіо шоу. Перший випуск вийшов на УКХ-хвилях станції Europa Plus Україна 8 грудня 2011 року. З квітня 2016 року Stereobaza стала виходити на Просто Радіо.
Станом на лютий 2022 в ефір вийшло 473 випуски аудіо журналу.
Однією з ключових рубрик аудіо журналу є StereoUkraine, що має на меті розповсюдження сучасної української музичної культури.
В ефірі Stereobaza відбулися офіційні прем’єри пісень, зокрема, українських виконавців Latexfauna, Marakesh, Panivalkova з Morphom та Айни Вільберг, британських гуртів Django Django, Monarchy, синглу Jan Blomqvist за участю українського дуету Bloom Twins, а також проєкту Сергія Жадана з Юрієм Гуржи "Фокстроти": "поп-музичного апґрейду класичної української поезії".
Влітку 2022 ведучий Stereobaza, український журналіст та радіоведучий Stereoigor був запрошений на німецьку станцію Flux FM Berlin, доступ до запису цього ефіру було обмежено в РФ та Білорусі.
В рубриці «Стереогість» відбулися особисті інтерв’ю ведучого з Дейвом Гааном і Енді Флетчером з Depeche Mode, Tricky з Massive Attack, Kovacs, Джей-Джей Йогансон, Franz Ferdinand, Sparks, засновником Unkle Джеймсом Лавелом, The Smashing Pumpkins, GusGus, The Blaze та багатьма іншими музикантами світу.